# Calyptrophora spinosa
Calyptrophora spinosa is een zachte koraalsoort uit de familie Primnoidae. De koraalsoort komt uit het geslacht Calyptrophora. Calyptrophora spinosa werd in 1984 voor het eerst wetenschappelijk beschreven door Pasternak. 